# Камик (Мазовецьке воєводство)
Камик (пол. Kamyk) — село в Польщі, у гміні Пйонки Радомського повіту Мазовецького воєводства.